# Knooppunt Dragučova
Knooppunt Dragučova (Sloveens: Razcep Dragučova) is een knooppunt in Slovenië ten noordoosten van de stad Maribor. Op het knooppunt kruist de A1 naar Graz en Ljubljana met de A5 naar Murska Sobota.
Het knooppunt is uitgevoerd als een half sterknooppunt. 
| Aansluitende wegen | Aansluitende wegen | Aansluitende wegen    | Aansluitende wegen | Aansluitende wegen        |
| ------------------ | ------------------ | --------------------- | ------------------ | ------------------------- |
| A1 richting Graz   |                    |                       |                    | A5 richting Murska Sobota |
|                    |                    |                       |                    |                           |
|                    |                    |                       |                    |                           |
|                    |                    |                       |                    |                           |
|                    |                    | A1 richting Ljubljana |                    |                           |

Dolga Vas · 
Dragučova · 
Draženci · 
Gabrk · 
Koseze · 
Kozarje · 
Malence · 
Nanos · 
Slavček · 
Slivnica · 
Srmin · 
Zadobrova